# El Guiu (Santa Cecília de Voltregà)
El Guiu és una masia de Santa Cecília de Voltregà (Osona) inclosa a l'Inventari del Patrimoni Arquitectònic de Catalunya.

## Descripció
Masia d'estructura clàssica, amb planta baixa i un sol pis, coberta a doble vessant. A la façana principal s'obre una porta semicircular de dovelles de pedra i dues finestres a banda i banda. Al primer pis hi ha una galeria o porxo amb una barana de fusta i arcs de mig punt.

## Història
La masia primitiva fou construïda al segle xvii, com la majoria de masos de Santa Cecília, i modificada durant el segle xviii, amb una ampliació que aprofita el desnivell del terreny. Durant el segle XX ha estat restaurada, conservant els elements de les diferents èpoques constructives.